# Alexander Albert

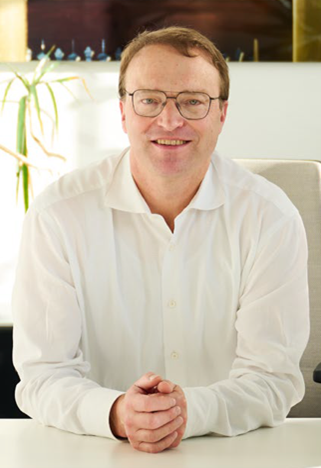
Alexander Albert

Alexander Albert (* 10. Juli 1966 in Detmold) ist ein deutscher Herzchirurg und Wissenschaftler. Er ist Direktor der Klinik für Herzchirurgie am Klinikum Dortmund und außerplanmäßiger Professor der Universität Düsseldorf. Zudem ist er Mitglied der Fakultät der Universität Witten-Herdecke und Fachberater des Instituts für Qualitätssicherung und Transparenz im Gesundheitswesen (IQTIG). Seine Schwerpunkte sind die rekonstruktive und minimal-invasive Herzchirurgie, insbesondere im Bereich der minimal-invasiven Bypass-Chirurgie (MICs-CABG) hat er sich ein internationales Renommee erworben.

## Leben
Alexander Albert wurde 1966 in Detmold als Sohn von Gerhard Albert (Klarinettist, 1935–1984) und Maria Albert (Buchhändlerin, Galeristin, 1936–1993) geboren. Nach seinem Abitur und dem Wehrdienst als Sanitäter studierte er Medizin an der RWTH Aachen und der Albert-Ludwigs-Universität Freiburg. Er promovierte im Fach Neurologie bei H.-R. Müller (Basel) A. Hetzel (Freiburg). Seine Ausbildung zum Herzchirurgen begann er 10/1994 im neu eröffneten Herzzentrum Lahr/Baden bei Ennker, wo er 2001 zum Oberarzt ernannt wurde. Nach einem einjährigen Aufenthalt an der KU Leuven (Belgien) bei P. Sergeant stellte er zusammen mit Jürgen Ennker die konventionelle Bypass-Operation im Herzzentrum Lahr komplett auf die ‚Off-pump Total Arterielle Revaskularisation‘ (TAR OPCAB) um. 2009 ging er mit seinem ehemaligen Kollegen Artur Lichtenberg an das Universitätsklinikum Jena und kurz darauf als leitender Oberarzt und Stellvertreter von Lichtenberg an das Universitätsklinikum Düsseldorf. 2012 legte er seine Venia legendi ab und wurde 2018 zum außerplanmäßigen Professor ernannt. Seit Oktober 2019 ist er Direktor der Herzchirurgie des Klinikum Dortmund.
Alexander Albert ist verheiratet und Vater von zwei Söhnen.

## Werk
Die Expertise von Alexander Albert liegt in der minimal-invasiven Bypassoperation, der minimal-invasiven Mitralklappenrekonstruktion, sowie der Implantation von Herzunterstützungssystemen und der Herztransplantation. Er ist einer der Experten für MICs-CABG und führte das Konzept einer ‚Personalisierten Bypass-Chirurgie‘ ein, welches er in dem von ihm geführten internationalen Trainingszentrum der Fa. Medtronic in Dortmund und als Proctor im In- und Ausland (u. a. England, China, Serbien, Spanien, Frankreich) lehrt.
Seine wissenschaftlichen Arbeiten umfassen über 200 wissenschaftliche Publikationen, ein Buch und mehrere Buchbeiträge (h-Index 27). Seine wichtigsten Forschungsschwerpunkte sind Weiterentwicklung minimal-invasiver Techniken (Bypass-Chirurgie), Methodik der Mitralklappenrekonstruktion, die mechanische Kreislaufunterstützung, und die Lebensqualität nach Herzoperationen.

## Publikationen (Auswahl)
- A. Albert et al. (Hrsg.): Operative techniques in coronary artery bypass surgery – An illustrated guide to personalized therapy. Springer International, London 2021, ISBN 978-3-030-48497-2.
- A. Albert, A. Raweh, A. Blehm, G. Petrov, D. Saeed: Minimally Invasive Direct Left Ventricular Assist Device Implantation. JTCVS Techniques (2023) doi:10.1016/j.xjtc.2023.01.021.
- A. Albert, G. Petrov, P. Perier: Anuloplastieringe für die (minimal-invasive ) Mitralklappenrekonstruktion. In: J. Ennker et al. (Hrsg.): Referenz Herzchirurgie. Thieme Verlag, Stuttgart 2023, ISBN 978-3-13-242611-5, S. 545–555.
- A. Albert, G. Petrov, J. Dittberner, E. Roussel, P. Akhyari, H. Aubin, H. Dalyanoglu, D. Saeed, V. Besser, A. Karout, A. Lichtenberg, S. U. Sixt, T. Hoffmann: The Impact of Intraoperative Patient Blood Management on Quality Development in Cardiac Surgery. In: J Cardiothorac Vasc Anesth. Band 34, Nr. 10, Oct 2020, S. 2655–2663. doi:10.1053/j.jvca.2020.04.025. Epub 2020 May 15. PMID 32546407.
- N. K. Schaal, A. Assmann, J. Rosendahl, W. Mayer-Berger, A. Icks, S. Ullrich, A. Lichtenberg, P. Akhyari, M. Heil, J. Ennker, A. Albert: Health-related quality of life after heart surgery - Identification of high-risk patients: A cohort study. In: Int J Surg. Band 76, Apr 2020, S. 171–177. doi:10.1016/j.ijsu.2020.02.047. Epub 2020 Mar 10
- A. Albert, J. Ennker, Y. Hegazy, S. Ullrich, G. Petrov, P. Akhyari, S. Bauer, E. Ürer, I. C. Ennker, A. Lichtenberg, H. Priss, A. Assmann: Implementation of the aortic no-touch technique to reduce stroke after off-pump coronary surgery. In: J Thorac Cardiovasc Surg. 2018.
- H. Aubin, G. Petrov, H. Dalyanoglu, D. Saeed, P. Akhyari, G. Paprotny, M. Richter, R. Westenfeld, H. Schelzig, M. Kelm, D. Kindgen-Milles, Lichtenberg A. Albert A: A Suprainstitutional Network for Remote Extracorporeal Life Support: A Retrospective Cohort Study. In: JACC Heart Fail. 4 , 2016, S. 698–708.
- A. Albert, P. Sergeant, I. Florath, M. Ismael, U. Rosendahl, J. Ennker: Process review of a departmental change from conventional coronary artery bypass grafting to totally arterial coronary artery bypass and its effects on the incidence and severity of postoperative stroke. In: Heart Surg Forum. Band 14, 2011, S. 73–80.
- A. Albert, I. Florath, U. Rosendahl, M. Ismail, W. Hassanein, J. Ennker: The late impact of surgical skills and training on the subcoronary implantation of the Freestyle stentless bioprosthesis. In: J Heart Valve Dis. Band 19, 2010, S. 104–112.
- A. Albert, E. A. Peck, P. Wouters, J. Van Hemelrijck, C. Bert, P. Sergeant: Performance analysis of interactive multimodal CME retraining on attitude toward and application of OPCAB. In: J Thorac Cardiovasc Surg. Band 131, 2006, S. 154–162.
- A. Albert, J. Walter, B. Arnrich, W. Hassanein, U. Rosendahl, S. Bauer, J. Ennker: On-line variable live-adjusted displays with internal and external risk-adjusted mortalities. A valuable method for benchmarking and early detection of unfavorable trends in cardiac surgery. In: Eur J Cardiothorac Surg. Band 25, 2004, S. 312–319.